# Julian B. Rotter
Julian B. Rotter (* 22. Oktober 1916 in Brooklyn, New York; † 6. Januar 2014 in Mansfield, Connecticut) war ein US-amerikanischer Psychologe, der sich unter anderem mit der Entwicklung einer sozialen Lerntheorie und mit der Erforschung von Kontrollüberzeugungen auseinandergesetzt hat.

## Leben
Julian Bernard Rotters psychologisches Interesse entwickelte sich in seiner Schulzeit, als er die Werke von Sigmund Freud und Alfred Adler las. Seine ersten Studienjahre verbrachte er am Brooklyn College, seinen Magistertitel erhielt er von der University of Iowa, und er promovierte 1941 an der Indiana University.
Jede dieser Universitäten übte einen wichtigen Einfluss auf seine Theorie aus. In New York besuchte Rotter eine Seminarreihe von Alfred Adler. Dieser überzeugte ihn, dass es wichtig sei, den sozialen Kontext des Verhaltens, wie er von der Person wahrgenommen wurde, zu berücksichtigen.
In Iowa und Indiana wurde Rotter von der Hull-Spence'schen Verhaltenstheorie beeinflusst, ebenso wie von Skinners Ansicht bezüglich der Verstärkung für die Verhaltenssteuerung und somit für die Bedeutung der Situation.
Des Weiteren wurde Rotters Theorie wesentlich von Edward Tolman geprägt, der das Konstrukt der Erwartung in die Psychologie eingeführt hat.
Im Zweiten Weltkrieg war Rotter als Militärpsychologe für die Amerikanische Luftwaffe tätig, bis er 1946 die Leitung der psychologischen Klinik an der Staatsuniversität von Ohio übernahm. Die Ohio State University war eines der größten Ausbildungszentren für klinische Psychologie in den USA. Neben Rotter waren George Kelly und Carl Rogers an der klinischen Abteilung tätig.
Während dieser 17-jährigen Tätigkeit in Ohio entwickelte er die wesentlichen Züge seiner sozialen Lerntheorie. Die erste umfassende Darstellung erfolgte 1954.
1963 folgte Rotter einem Ruf an die University of Connecticut, wo er bis 1987 aktiv war.

## Soziale Lerntheorie
Rotters soziale Lerntheorie beschäftigte sich vor allem mit den Entscheidungen, die Personen treffen, wenn sie sich mit einer Anzahl unterschiedlicher Handlungsoptionen konfrontiert sehen. Zur Erklärung eines solchen Wahlverhaltens versucht Rotter 1954 zwei Hauptströmungen der Psychologie zu integrieren: den lerntheoretischen Ansatz nach Skinner und den kognitiven oder feldorientierten Ansatz von Tolman und Lewin.
Dabei betont Rotter gelerntes soziales Verhalten.
Als eine Konsequenz spielt die psychologische Situation eine ausschlaggebende Bedeutung, denn Erwartungen werden durch bestimmte situative Kontexte induziert.
Darüber hinaus nahm Rotter auch an, dass sich auf der Grundlage verschiedener Lernerfahrungen allgemeine Überzeugungen entwickeln, die das Verhalten in einer spezifischen Situation ebenfalls beeinflussen.
Rotters soziale Lerntheorie betont daher sowohl generalisierte (Persönlichkeitseigenschaften) als auch spezifische (situative) Handlungsdeterminanten, wobei beide von ihm als ein Produkt von Lernerfahrungen angesehen werden.

## Locus of control
Julian B. Rotter hat 1966 sein Konstrukt der Lokation der Kontrolle (Locus of control) vorgestellt.
Das Konstrukt Lokation der Kontrolle bezieht sich auf die Überzeugung, dass das eigene Handeln den Erhalt eines Verstärkers beeinflusst bzw. nicht beeinflusst. Aufgrund dessen werden Kontrollüberzeugungen als eine der Determinanten der Erfolgserwartung gesehen. Es handelt sich um die Überzeugung, das Erreichen eines Zieles durch das eigene Handeln beeinflussen zu können, unabhängig von der spezifischen Natur des Zieles bzw. des Verstärkers.

### Messinstrument
Ebenfalls 1966 hat Rotter einen Fragebogen zur Erfassung der (internen und externen) Kontrollüberzeugung bei Erwachsenen (ROT-IE) veröffentlichte. Der Fragebogen besteht aus 23 Items mit jeweils zwei Antwortalternativen, für die sich der Proband entscheiden muss.
Beispiel eines Items:
- Die Ansicht, dass Professoren unfair zu ihren Studenten sind, ist Unsinn. (internale Kontrollüberzeugung)
- Die meisten Studenten haben keine Vorstellung davon, wie stark Noten von Zufällen abhängen. (externale Kontrollüberzeugung.)[3]

Dieser Fragebogen wurde in zahlreiche Sprachen übersetzt, eine deutsche Normierung liegt mit dem LOC von Rinke und Schneewind von 1978 vor.

## Bedeutung
Rotter selbst hatte einen enormen Einfluss auf die Psychologie, so hatten (1994) etwa 15 seiner ehemaligen Studenten einen Lehrstuhl für klinische Psychologie in den USA oder Kanada inne.
Die von Rotter 1966 publizierte Monographie zum Thema Locus of Control war zwischen 1965 und 1975 die am dritthäufigsten zitierte Arbeit.
Laut Steven J. Haggbloom zählte Rotter zu den 100 einflussreichsten Psychologen des 20. Jahrhunderts. Er war auf Rang 18 bezüglich der Zitierhäufigkeit in wissenschaftlichen Artikeln und auf Rang 64 in der Gesamthäufigkeit.

## Werke
- Level of aspiration as a method of studying personality. II. Development and evaluation of a controlled method. In: Journal of Experimental Psychology 31, 1942, S. 410–422.
- mit J. E. Rafferty: The Rotter Incomplete Sentences Blank manual: College form. New York: Psychological Corp. 1950.
- Social learning and clinical psychology. New York: Prentice-Hall 1954.
- Some implications of a social learning theory for the prediction of goal directed behavior from testing procedures. In: Psychological Review  67, 1960, S. 301–316.
- Generalized expectancies for internal versus external control of reinforcement. Psychological Monographs, 80. (Whole No. 609). 1966
- Some implications of a social learning theory for the practice of psychotherapy. In: D. Levis (Hrsg.): Learning approaches to therapeutic behavior change. Chicago: Aldine Press 1970.
- Generalized expectancies for interpersonal trust. In: American Psychologist 26, 1971, S. 443–452.
- On the evaluation of methods of intervening in other people's lives. In:  Clinical Psychologist 24,1, 1971.
- mit J. E. Chance, E. J. Phares: Applications of a social learning theory of personality. New York: Holt, Rinehart & Winston 1972.
- Some problems and misconceptions related to the construct of internal versus external control of reinforcement. In: Journal of Consulting and Clinical Psychology 43, 1975, S. 56–67.
- Generalized expectancies for problem solving and psychotherapy. In: Cognitive Therapy and Research 2, 1978, S. 1–10.
- Interpersonal trust, trustworthiness and gullibility. In: American Psychologist 26, 1980, S. 1–7.
- The psychological situation in social learning theory. In: D. Magnusson (Hrsg.): Toward a psychology of situations: An interactional perspective. Hillsdale, NJ: Lawrence Erlbaum 1981.
- The development and applications of social learning theory. New York: Praeger 1982.
- Internal versus external control of reinforcement: A case history of a variable. In: American Psychologist 45, 1989, S. 489–493.
- mit M. I. Lah, J. E. Rafferty: Rotter Incomplete Sentences Blank Second Edition manual. New York: Psychological Corporation 1992.